# Деравар

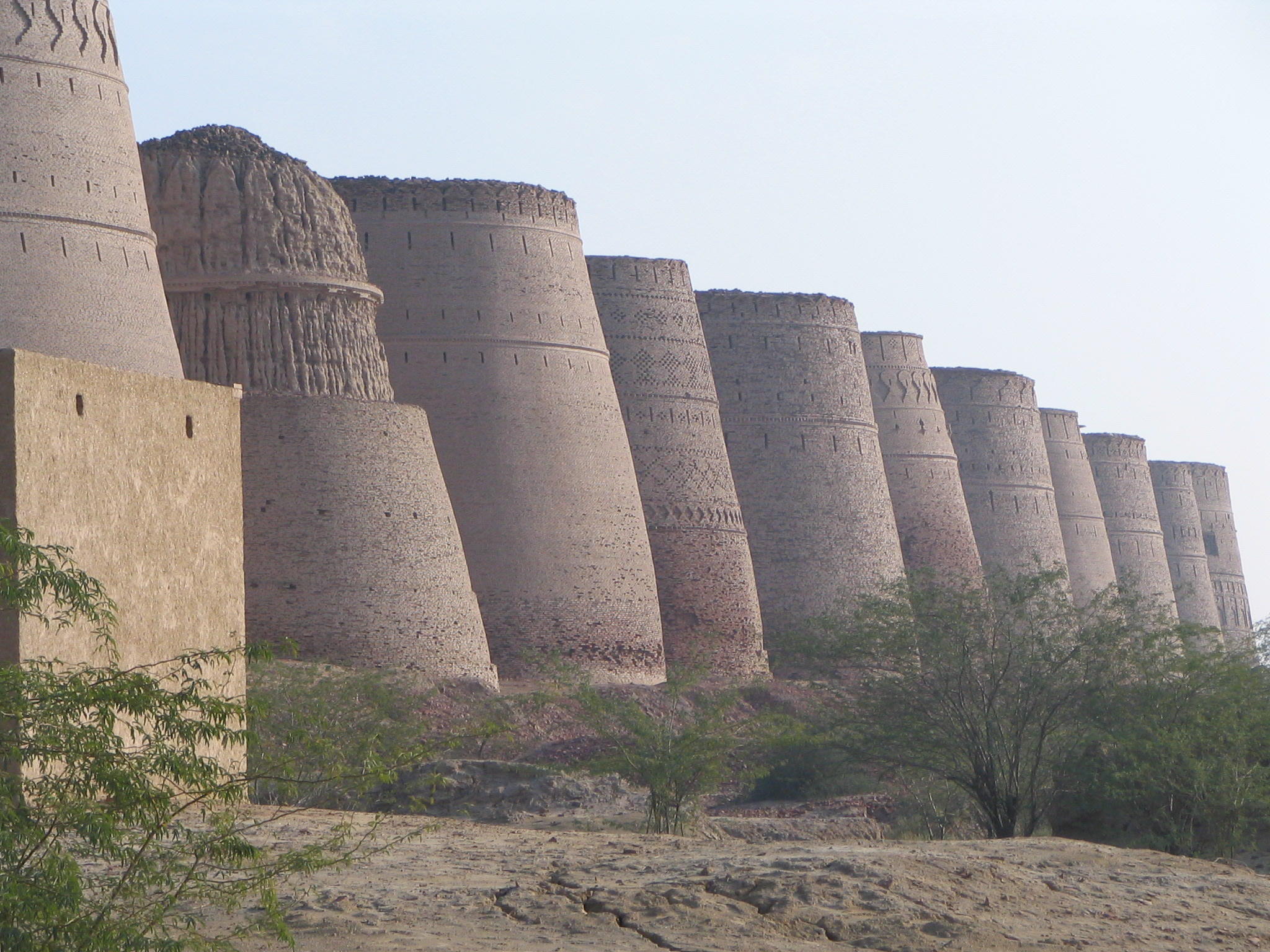
Мури дераварської фортеці.

28°46′02″ пн. ш. 71°20′02″ сх. д. / 28.76727778° пн. ш. 71.33386111° сх. д.
Деравар — квадратова в плані фортеця периметром 1500 метрів в пустелі  Тар (Холістан) поблизу Пенджабського міста Бахавалпур. Висота стін сягає 30 метрів.
Перша фортеця на цьому місці була зведена раджами Джайсалмера. Нинішня споруда закладена набобом Бахавалпура в 1733 році. Через 15 років набоби втратили контроль над цитаделлю до 1804 року.
У фортеці розташовані мармурова мечеть (яскравий зразок Могольської архітектури) й усипальниця наваба з роду Аббасі.